# Kutinska Slatina
Kutinska Slatina – wieś w Chorwacji, w żupanii sisacko-moslawińskiej, w mieście Kutina. W 2011 roku liczyła 578 mieszkańców.